# パトリック・マッコート
パトリック・ジェームズ・"パディ"・マッコート（Patrick James "Paddy" McCourt, 1983年12月16日 - ）は、北アイルランド・ロンドンデリー出身の元同国代表サッカー選手。現役時代のポジションはFW(WG)。兄のハリーも元サッカー選手。

## 経歴

### ロッチデール
北アイルランドのロンドンデリーで生まれたマッコートは、地元のスティールス・タウン小学校で学び、フォイルハープYFCで早くからサッカーを始めた。その後、ロッチデールAFCのユースチームと契約した。マッコートのポテンシャルは凄まじく、加入して一年足らずの2001年12月にトップチームと3年半の契約を結んだ。ほどなくして、キダーミンスター・ハリアーズFC戦でデビュー。最初のシーズンは、23試合出場4ゴールを記録。最初に訪れたマッコートのキャリア絶頂期だった。2002-03中は、ブラックバーン・ローヴァーズFC、マンチェスター・シティFCを始めとしたプレミアリーグの幾つかのクラブから注目を集めた。
2003-04シーズン、ロッチデールでプレーしながらも2部のノリッジ・シティFCとクルー・アレクサンドラFCのトライアルを受けた。ゴールを挙げるなど活躍していたが、その後、怪我による不調で2005年2月にチームを去ることになった。
ロッチデールの監督スティーヴ・パーキンは、マッコートに放出を伝えた。その後、マッコートは、スコティッシュ・プレミアリーグのマザーウェルFCのトライアルに参加した。2週間そこで過ごしたが、トライアルは不合格だった。

### シャムロック・ローヴァーズ
2005年3月に、ロディ・コリンズが監督を務めるアイルランドリーグのシャムロック・ローヴァーズFCとプロ選手として契約を結んだ。
マッコートは、最初の6試合で3ゴールを挙げると、2005年5月時点で得点ランクトップに躍り出た。その後、クラブはスタジアムのコストが原因で資金難に遭ったために、トランスファーリストの選手全員をフリーで放出しなければならなくなった。しかし、マッコートだけは除外された。17試合に出場し7ゴールを決め、活躍するマッコートにブリストル・シティFCとクイーンズ・パーク・レンジャーズFCが関心を示した。次の資金が必要だったチームは、手放すことを決めた。マッコートは地元のクラブで、アイルランドリーグに越境参加しているデリー・シティFCと契約を結んだ。移籍金は6万ポンドとみられている。このシーズンは、選手協会が選ぶ最優秀若手選手賞を受賞した。

### デリー・シティ
マッコートは移籍すると、チームを2005年, 2006年と2位に押し上げる手助けをした。特に2006年は、UEFAカップ一次・二次予選のIFKヨーテボリとグレトナFCに勝利し本選出場。国内では、カップとリーグカップ優勝に貢献した。2007年は、シーズン通算30試合6ゴールを記録、リーグカップで再び優勝した。
マッコートのスキルに、ウェスト・ブロムウィッチ・アルビオンFCが興味を示していると伝えられた。デリー・シティは、このプレミアリーグに新たに昇格したクラブと合意に達したと、2008年6月に発表した。

### セルティック

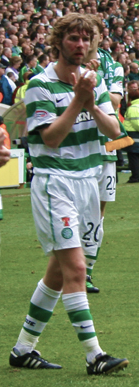
セルティック・パークを歩くマッコート

2008年6月、デリー・シティはセルティックFCとマッコートが合意したと伝えた。しかし、ウェスト・ブロムも選手とクラブ両方と合意していた。最終的にマッコート本人が、セルティックに参加することに魅力を感じ、手助けをするためにグラスゴーへの移籍を志願した。6月19日にマッコートは、セルティックと3年契約（移籍金は公表されていない）を結んだ。10月25日のハイバーニアンFC戦（4-2の勝利）でデビューを果たした。
マッコートは、セルティックのリザーブチームで顕著なプレーを見せた。特に、2009年4月28日に行われたグラスゴー・レンジャーズFC戦では好調なプレーを披露した。8シーズン連続となる優勝に貢献し、キャリアの頂点を迎えた。また、オフシーズンに開催されたウェンブリーカップやマンチェスター・シティFCとの試合でも、好プレーを見せた。
9月23日、リーグカップのフォルカークFC戦で5人のディフェンス陣を突破し、チップキックで相手GKロバート・オレイニクの上を通すという、記憶に残るゴールを挙げた。その3日後の26日にセントミレンFC戦でリーグ初ゴールを記録した。6人のディフェンス陣を突破してゴールするという3日前と似たようなゴールだった。2010年1月24日のセント・ジョンストンFC戦、ペナルディボックス内から右隅にシュートを決めてリーグ戦2ゴール目を挙げた。また、7月18日のシアトル・サウンダースFCとの親善試合では、2ゴールを決め2-1の勝利に貢献した。
2010-11シーズンの開幕戦、昇格したばかりのインヴァネス・カレドニアン・シッスルFC戦で苦戦していたが、マッコートが1人で3人のディフェンス陣を突破し、端からゴールネットに突き刺した。これが、決勝ゴールになった。セルティック・パークにハート・オブ・ミドロシアンFC（3-0の勝利）を迎えた試合では、またしても3人のディフェンス陣を突破、チップキックでGKの上に通しホーム初ゴール（シーズン2ゴール目）を決めた。11月6日のアバディーンFC戦では、PKを決め、これが9-0で大勝した試合の最後の得点になった。27日には、曲がりくねったドリブルと正確なシュートでセルティックのホーム通算600点目（プレミア後）となるゴールを決めた。12月29日のマザーウェルFC戦では巧みなドリブルから20ヤードものゴールを決め1-0で勝利に貢献した。8月15日に、リヴァプールFCを含むプレミアリーグの幾つかのクラブが興味を示していることが報告された。

### ルートン・タウン
2015年7月1日、フットボールリーグ2のルートン・タウンFCと2年契約を結んだ。

### フィン・ハープス
2016年7月にグレネイヴォンFCと1年契約を結んだが、12月21日にクラブとの双方合意に基づき退団。翌年2月21日、フィン・ハープスFCに加入することが発表された。2018年6月、現役引退を発表した。

### 代表
マッコートは、元北アイルランド代表選手である。U-21代表では、9試合出場した。
2002年4月に監督のサミー・マッキロイは、スペイン代表戦に招集。A代表デビューを記録した。2キャップ目は、2009年2月の2010 FIFAワールドカップ・ヨーロッパ予選サンマリノ代表戦に途中出場したものだった。
2011年8月20日のUEFA EURO 2012予選フェロー諸島代表戦で4-0と勝利。そのうち、代表初ゴールを含む2ゴールを挙げた。

## プレースタイル
マッコートは、優れたボールコントロールとドリブル技術だけでなく、一人でゴールを決めるスキルを持っている。このプレースタイルから、ファンや評論家からは、"デリーのペレ"との愛称で呼ばれている。

## プライベート
マッコートの兄もデリー・シティでプレーし、1991-92シーズンはアイルランドリーグの得点王だった。現在ハリーは、デリー・シティのディレクター職に就いている。
2011年1月12日に、北アイルランドにあるマッコートの家のポストに弾丸が送りつけられた。セルティックの監督ニール・レノンとチームメイトのニール・マッギンにも同じ週に同じ様な箱が送りつけられた。

## 所属クラブ
- ロッチデールAFC 2001-2005
- シャムロック・ローヴァーズFC 2005
- デリー・シティFC 2005-2008
- セルティックFC 2008-2013
- バーンズリーFC 2013-2014
- ブライトン・アンド・ホーヴ・アルビオンFC 2014-2015

→  ノッツ・カウンティFC 2015 (loan)
- ルートン・タウンFC 2015-2016
- グレネイヴォンFC 2016
- フィン・ハープスFC 2017-2018

## タイトル

### クラブ
デリー・C
- FAIカップ : 2006
- リーグ・オブ・アイルランドカップ : 2005, 2006, 2007

セルティック
- スコティッシュ・プレミアリーグ : 2011-12, 2012-13
- スコティッシュリーグカップ : 2009
- スコティッシュカップ : 2010-11, 2012-13

グレネイヴォン
- NIFLチャリティ・シールド : 2016-17

### 個人
- PFAI年間最優秀若手選手（英語版） : 2005
- リーグ・オブ・アイルランド月間最優秀選手 : 2006.6